# Love Ekenberg
Love Ekenberg, född 22 november 1962, död 19 september 2022, var en svensk data- och systemvetare. Han var från 2002 professor på Institutionen för data- och systemvetenskap vid Stockholms universitet och tidigare Kungliga Tekniska högskolan. Ekenberg har också varit professor vid Mitthögskolan, nu Mittuniversitetet.
Love Ekenberg var doktor både i data- och systemvetenskap och i matematik. Hans verksamhet var fokuserad främst på risk- och beslutsanalys samt formell verifiering, men även på flexibelt lärande och IT i utvecklingsländer. 
2017 tilldelades Ekenberg Learning Ladder Prize.